# Instituto de Cultura Hispánica
El Instituto de Cultura Hispánica (ICH), posteriormente llamado Centro Iberoamericano de Cooperación e Instituto de Cooperación Iberoamericana, fue una institución destinada a fomentar las relaciones entre los pueblos hispanoamericanos y España, y el origen de la actual Agencia Española de Cooperación Internacional para el Desarrollo (AECID).
Nació en diciembre de 1945, en un momento en que la dictadura de Francisco Franco estaba aislada internacionalmente, como resultado de la reconversión del Consejo de la Hispanidad fundado en noviembre de 1940. En 1988 se fusionó con el Instituto Hispano-Árabe de Cultura, dando lugar a la AECID.

## Historia

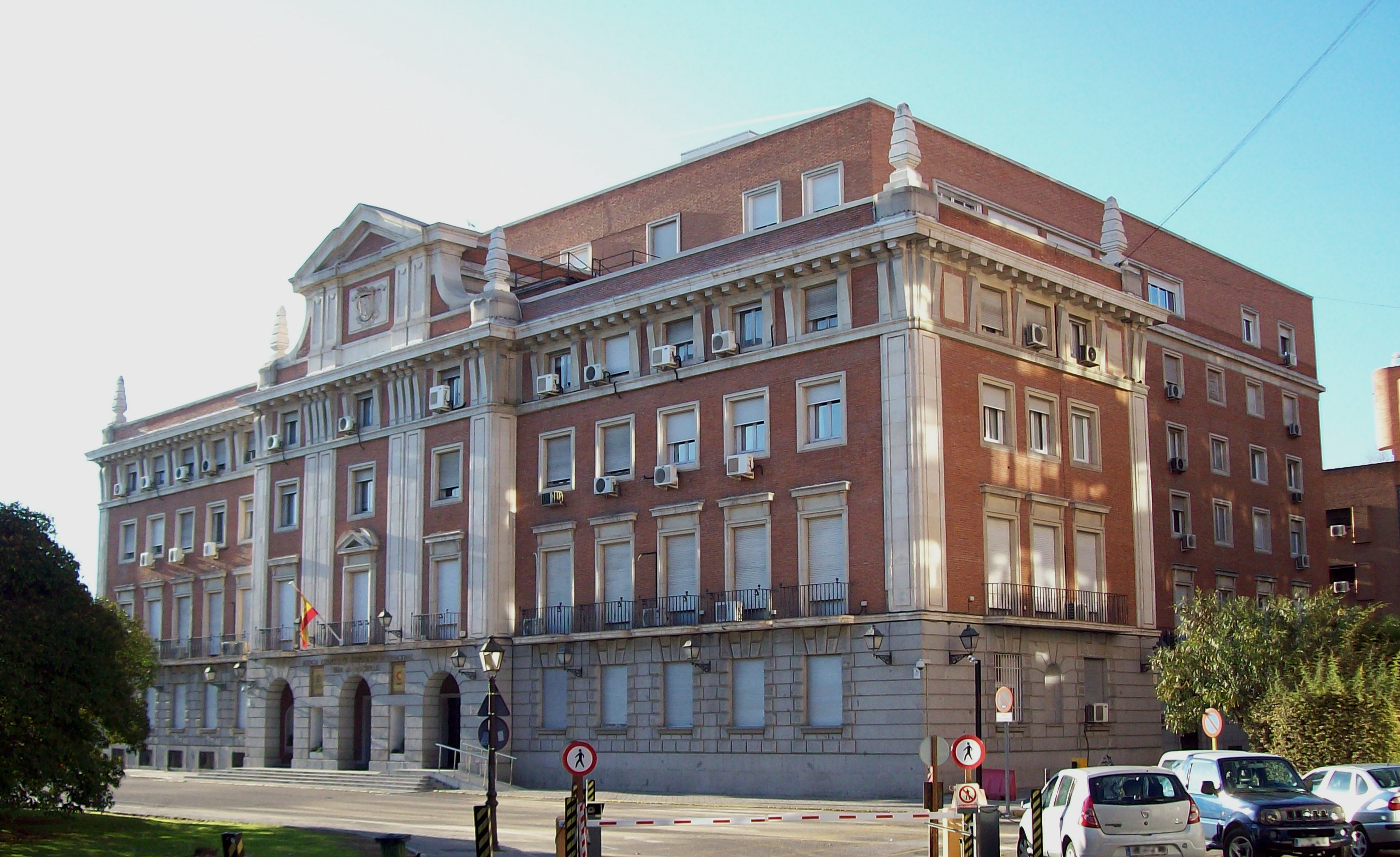
Edificio de Luis Martínez-Feduchi, inaugurado en 1951, en el que tenía su sede el Instituto de Cultura Hispánica. Hoy es la sede principal de la AECID.

En noviembre de 1940 el régimen franquista creó el Consejo de la Hispanidad, que respondía a visión imperial falangista que concedía a España el papel de «una suerte de tutora moral y de orientación religiosa de sus antiguas colonias», concibiendo la Hispanidad como una «comunidad espiritual indestructible». En el decreto de fundación se decía:

España nada pide, ni nada reclama; sólo desea devolver a la Hispanidad su conciencia unitaria y estar presente en América con viva presencia de inteligencia y amor, las dos altas virtudes que presidieron siempre nuestra obra de expansión en el mundo, como ordenó en su día el amoroso espíritu de la Reina Católica.

La derrota de las potencias del Eje en la Segunda Guerra Mundial supuso el aislamiento internacional de la dictadura franquista. Una de las estrategias de la política exterior del régimen para romper el aislamiento fue apelar a las repúblicas latinoamericanas. Así fue como en diciembre de 1945 se reconvirtió el «paternalista» Consejo de la Hispanidad en el Instituto de Cultura Hispánica, organismo asesor del Ministerio de Asuntos Exteriores.
El 4 de julio de 1946, en la jornada de clausura del XIX Congreso de Pax Romana, en San Lorenzo de El Escorial, con presencia de casi todas las repúblicas hispanoamericanas (faltaron Costa Rica, Honduras y República Dominicana) ochenta y dos de los congresistas decidieron crear una institución nueva, acorde a las exigencias inmediatas del hispanoamericanismo, y fundaron un Instituto Cultural Iberoamericano, presidido por Pablo Antonio Cuadra. A los pocos meses ese proyecto era asumido por el Estado español, y se creaba el Instituto de Cultura Hispánica.
Así, por resolución del Gobierno español, nació el Instituto de Cultura Hispánica, como una corporación de derecho público, con personalidad jurídica propia, destinada a fomentar las relaciones entre los pueblos hispanoamericanos y España. Joaquín Ruiz-Giménez Cortés, presidente del XIX Congreso de Pax Romana, sería su primer director. El perfil político del instituto quedó en muchas ocasiones determinado por la presencia de nombres como Blas Piñar, significado representante del ultraderechismo integrista del régimen, que desempeñó la dirección entre 1957 y 1962, y al que se adjudica la gestión de las becas de estudio entre Hispanoamérica y las universidades españolas. El Instituto también coordinó la Biblioteca Islámica, desde su creación en 1954, encomendada al jesuita Félix María Pareja.
Una de las principales actividades del Instituto de Cultura Hispánica fue la labor editorial. El sello Ediciones Cultura Hispánica tuvo gran relevancia en el mundo editorial en lengua española. Un análisis exhaustivo de todo este pasado y un catálogo actualizado de las publicaciones fue recogido en 2003, cuando se publicó la obra La huella editorial de Instituto de Cultura Hispánica: Ediciones Cultura Hispánica y otras publicaciones: estudios y catálogo (1944-1980)
Contaba igualmente con la cátedra "Ramiro de Maeztu" en la Universidad de Madrid, y -entre otros- el Colegio Mayor "Hernán Cortes" en Salamanca.
El 27 de agosto de 1977 pasó a denominarse Centro Iberoamericano de Cooperación; y el 11 de octubre de 1979 se crea el Instituto de Cooperación Iberoamericana (ICI). Sus tareas de cooperación se realizaban por medio de comisiones mixtas integradas por España y los países iberoamericanos en el marco de los programas derivados de las Cumbres Iberoamericanas. El ICI comprendía tres subdirecciones: México, América Central y el Caribe; América del Sur; Cooperación Institucional, Cultural y de Comunicación. En América, el ICI llegó a contar con 20 oficinas de cooperación, 18 centros culturales y tres centros de formación.
Por Real Decreto 1527/1988, de 11 noviembre, el ICI y Instituto Hispano-Árabe de Cultura se integran en la Agencia Española de Cooperación Internacional, organismo autónomo adscrito al Ministerio de Asuntos Exteriores a través de la Secretaría de Estado para la Cooperación Internacional y para Iberoamérica, creada por RD 1435/1985, de 28 de agosto. La Agencia asume la dirección del ICI sin modificar sus fines primordiales ni la orientación de sus actividades. En 2007 cambia su denominación a Agencia Española de Cooperación Internacional para el Desarrollo (AECID).

## Directores
- Joaquín Ruiz-Giménez Cortés (1946-1948)[10]
- Alfredo Sánchez Bella (1948-1956)[11]
- Blas Piñar López (1957-1962)[12]
- Gregorio Marañón Moya (1962-1973)[13]
- Juan Ignacio Tena Ybarra (1974-1977)[14]
- José García Bañón (1977-1979)
- Manuel Prado y Colón de Carvajal (1979-1982)
- Carlos Robles Piquer (1982)
- Luis Yáñez-Barnuevo García (1982-1988)